# Woodward Avenue
Woodward Avenue er regnet som hovedfærdselsåren i Detroitområdet; den deler østsiden og vestsiden. 
Woodward (som vejen bliver kaldt på folkemunde og opkaldt efter Augustus B. Woodward) strækker sig fra centrum af Pontiac til Detroitelven nær Hart Plaza og Jefferson Avenue i Detroit. Fox Theatre og Detroit Institute of Arts (DIA) ligger ved Woodward i centrum af Detroit, samt dyrehaven Detroit Zoo i Royal Oak og Cranbrook Educational Community i Bloomfield Hills. Woodward Dream Cruise, et veteranbilcruise fra Pontiac til Ferndale som bliver afholdt i august er det største veteranbilscruise i USA som bliver holdt over én dag; men man ser gerne store grupper med veteranbiler samlet langs vejen mellem Pontiac og Ferndale specielt i de to-tre sidste weekender før cruiset. 
En speciel ting ved Woodward og de fleste andre store veje i Michigan er at man må ud i venstre side for at kunne dreje rundt da det er forbudt at svinge til venstre i lyskryds. Verdens første firevejs lyskryds med tre farver blev for øvrigt taget i brug 1920, i krydset ved Woodward Avenue og Michigan Avenue og var manuelt opereret ved at en politikonstabel stod i et tårn i den brede midterdel. Systemet blev opfundet af politikonstabel Willam Potts fra Detroit.